# Diamond Wave
「Diamond Wave」（ダイアモンド・ウェーブ）は、日本の女性歌手・倉木麻衣の楽曲。倉木の24枚目のCDシングルとして、2006年6月21日にGIZA studioからリリースされた。シングル盤の規格品番はGZCA-7075。

## 概要
アルバム『DIAMOND WAVE』の先行シングルとして発売。
楽曲は日本テレビ『スポーツうるぐす』テーマソングであり、テレビ番組への出演が少ない倉木ではあるが同番組のオンエア初回放送ではコメント出演した。楽曲を制作するにあたってワンガリ・マータイとの対談とアースデーコンサートが行われ、自然環境を想う楽曲内容となっている。

## シングル収録曲
1. 「Diamond Wave」 – (4:57)
  - 作詞: 倉木麻衣、作曲・編曲: 徳永暁人
2. 「SAFEST PLACE」 – (5:01)
  - 作詞: 倉木麻衣、作曲: 大野愛果、編曲: 池田大介

フランス語が使用されている。6thアルバム『DIAMOND WAVE』にアカペラ版が収録された。
3. 「Diamond Wave 〜grand bleu mix〜」 – (5:20)
  - リミックス: Dr.Heat

## スタッフ・クレジット
- 倉木麻衣 – コーラス
- 徳永暁人 – コーラス

## 収録アルバム
- DIAMOND WAVE